# Elecciones estatales del Estado de México de 2021
Las elecciones estatales del Estado de México de 2021 se llevaron a cabo el domingo 6 de junio de 2021, y en ellas se renovaron los titulares de los siguientes cargos de elección popular del Estado de México:
- 75 diputados estatales: 45 diputados electos por mayoría relativa y 30 designados mediante representación proporcional para integrar la LXI Legislatura.
- 125 ayuntamientos: Compuestos por un presidente municipal, un síndico y sus regidores. Electos para un periodo de tres años.

## Organización

### Partidos políticos
En las elecciones estatales tienen derecho a participar once partidos políticos. Diez son partidos políticos con registro nacional: Partido Acción Nacional (PAN), Partido Revolucionario Institucional (PRI), Partido de la Revolución Democrática (PRD), Partido del Trabajo (PT), Partido Verde Ecologista de México (PVEM), Movimiento Ciudadano (MC), Movimiento Regeneración Nacional (MORENA), Partido Encuentro Solidario (PES), Fuerza por México (FPM) y Redes Sociales Progresistas (RSP). Y un partido político estatal: Nueva Alianza Estado de México.

### Proceso electoral
La campaña electoral inicia el 30 de abril y se extiende durante cinco semanas, hasta el 2 de junio. La votación se realiza el domingo 6 de junio de 2021, de 8 de la mañana a 6 de la tarde, en simultáneo con las elecciones federales. Se estima que el computo final de resultados se publique el 13 de junio.

### Distritos electorales
Para la elección de diputados de mayoría relativa del Congreso del Estado de México, la entidad se divide en 45 distritos electorales.
| Distrito | Cabecera       | Municipios | Mapa | Distrito           | Cabecera       | Municipios |
| -------- | -------------- | ---------- | ---- | ------------------ | -------------- | ---------- |
| 1        | Chalco         | 3          |      | 24                 | Nezahualcóyotl | 1          |
| 2        | Toluca         | 1          | 25   | Nezahualcóyotl     | 1              |            |
| 3        | Chimalhuacán   | 1          | 26   | Cuautitlán Izcalli | 2              |            |
| 4        | Lerma          | 7          | 27   | Valle de Chalco    | 1              |            |
| 5        | Chicoloapan    | 3          | 28   | Amecameca          | 10             |            |
| 6        | Ecatepec       | 1          | 29   | Naucalpan          | 2              |            |
| 7        | Tenancingo     | 10         | 30   | Naucalpan          | 1              |            |
| 8        | Ecatepec       | 1          | 31   | La Paz             | 2              |            |
| 9        | Tejupilco      | 10         | 32   | Naucalpan          | 1              |            |
| 10       | Valle de Bravo | 12         | 33   | Tecámac            | 1              |            |
| 11       | Tultitlán      | 1          | 34   | Toluca             | 1              |            |
| 12       | Teoloyucan     | 7          | 35   | Metepec            | 4              |            |
| 13       | Atlacomulco    | 5          | 36   | Zinacantepec       | 2              |            |
| 14       | Jilotepec      | 9          | 37   | Tlalnepantla       | 2              |            |
| 15       | Ixtlahuaca     | 3          | 38   | Coacalco           | 2              |            |
| 16       | Atizapan       | 1          | 39   | Acolman            | 10             |            |
| 17       | Huixquilucan   | 4          | 40   | Ixtapaluca         | 1              |            |
| 18       | Tlalnepantla   | 1          | 41   | Nezahualcóyotl     | 1              |            |
| 19       | Tultepec       | 3          | 42   | Ecatepec           | 1              |            |
| 20       | Zumpango       | 5          | 43   | Cuautitlán Izcalli | 1              |            |
| 21       | Ecatepec       | 1          | 44   | Nicolás Romero     | 1              |            |
| 22       | Ecatepec       | 1          | 45   | Almoloya de Juárez | 3              |            |
| 23       | Texcoco        | 4          |      |                    |                |            |

## Alianzas y candidaturas

### Va por el Estado de México
El 29 de enero del 2021 los partidos Partido Acción Nacional (PAN), Partido Revolucionario Institucional (PRI) y Partido de la Revolución Democrática (PRD), registraron ante el IEEM el registro de la coalición "Va por el Estado de México" cuyo objetivo sería competir en 75 de los 125 municipios y en 28 de los 45 distritos electorales de la entidad.
Durante semanas, las dirigencias de los tres partidos estuvieron en negociaciones para concretar la alianza, que estuvo a punto de descarrilarse por la inconformidad de grupos al interior de los partidos, principalmente en el PAN que se oponían a que el blanquiazul cediera candidaturas al PRI en municipios donde tiene mayor preferencia electoral que el tricolor como Toluca y Naucalpan.
De los 75 municipios donde irán en alianza, el PRI encabezará las fórmulas de candidatos en 33 demarcaciones; el PAN en 23 y el PRD en 20. En tanto para la elección de diputados, de los 28 distritos donde impulsarán a los mismos candidatos, el PRI propondrá a 15 abanderados, el PAN a siete y el PRD a seis.
Municipios como Ecatepec, el más poblado del estado, Chimalhuacán e Ixtapaluca, con dominio priista y Huixquilucan con control panista no fueron incluidos en la alianza.
El PRI encabezará las fórmulas en Zinacantepec, San Mateo Atenco, Atlacomulco, San Felipe del Progreso, Jilotepec, Valle de Bravo, Tejupilco, Chalco, Tlalnepantla y Coacalco, entre otros. El PAN encabezará en Naucalpan, Atizapán de Zaragoza, Cuautitlán Izcalli, Melchor Ocampo, Ixtapan de la Sal, Tonatico y Metepec, entre otros. Por su parte el PRD propondrá los candidatos en Neza, Tultepec, Malinalco, Ocuilan, Villa Guerrero, Tlatlaya y San Simón de Guerrero, entre otros.

### Juntos Hacemos Historia
Morena, el Partido del Trabajo (PT) y Nueva Alianza (NA) solicitaron el registro de la coalición parcial local "Juntos Haciendo Historia" ante el Instituto Electoral del Estado de México (IEEM) para ir juntos en 118 municipios y 44 distritos del Estado de México.
Los tres partidos acordaron competir en coalición, pero también en candidatura común, y en todo Morena lleva la mayoría, pues encabezará 29 distritos y 79 ayuntamientos; Nueva Alianza, ocho distritos y 15 municipios y el Partido del Trabajo siete distritos y 24 ayuntamientos.
Las tres fuerzas registraron una coalición en 35 distritos, y de ellos, 26 serán encabezados por Morena, cinco por NA y cuatro por el Partido del Trabajo.
En candidatura común irán juntos en nueve distritos, de los cuales tres serán para cada partido. Respecto a los municipios, la coalición será para 93, y de esos, Morena encabezará 70, mientras el PT lo hará en 16 y Nueva alianza en otros siete. Además, por candidatura común competirán en 25 ayuntamientos, y de esos, Morena tendrá nueve, Nueva Alianza, ocho y PT otros ocho.
El acuerdo prácticamente mantuvo lo que el PT tiene, aunque hizo algunos cambios, pues por ejemplo, en 2018 Naucalpan se anotó para el PT y ahora será de Morena. De manera extraoficial, miembros de esos partidos señalaron que el acuerdo es nacional y las tres fuerzas acordaron desde ahora todo el siglado de los espacios que tendría cada municipio.

## Encuestas
| Municipio               | Encuestadora           | Fecha                  |       |       |       |       |       | Otro  | Ninguno/No sabe |
| ----------------------- | ---------------------- | ---------------------- | ----- | ----- | ----- | ----- | ----- | ----- | --------------- |
| Municipio               | Encuestadora           | Fecha                  |       |       |       |       |       | Otro  | Ninguno/No sabe |
| Ecatepec de Morelos     | TResearch              | 2 de diciembre de 2020 | 11.2% | 11.8% | 0.6%  | —–    | 34.1% | 2.5%  | 30.4%           |
| Ecatepec de Morelos     | Parametría             | 25 de enero de 2021    | 8%    | 26%   | 8%    | —–    | 43%   | —–    | 35%             |
| Ecatepec de Morelos     | Heraldo Media Group    | 26 de abril de 2021    | 22%   | 22%   | 22%   | —–    | 48.3% | 16.7% | 33%             |
| Ecatepec de Morelos     | Herlado Media Group    | 19 de mayo de 2021     | 8.7%  | 19.7% | 3%    | —–    | 47.5% | 21.1% | —–              |
| Ecatepec de Morelos     | Massive Caller         | 23 de mayo de 2021     | 6.5%  | 18.6% | —–    | —–    | 49.6% | 8.4%  | 12.7%           |
| Ecatepec de Morelos     | Massive Caller         | 31 de mayo de 2021     | 6.9%  | 18.6% | —–    | —–    | 46.7% | 14.4% | 11.7%           |
| Ecatepec de Morelos     | Demoscopia Digital     | 2 de junio de 2021     | 8.4%  | 20.3% | —–    | —–    | 45.8% | 13.9% | 11.8%           |
| Nezahualcóyotl          | Heraldo Media Group    | 26 de abril de 2021    | 21.2% | 21.2% | 21.2% | 15%   | 42.3% | 11.5% | 10%             |
| Nezahualcóyotl          | Heraldo Media Group    | 19 de mayo de 2021     | 17.9% | 17.9% | 17.9% | 34%   | 37.8% | 10.3% | —–              |
| Chimalhuacán            | Herlado Media Group    | 26 de abril de 2021    | 25.8% | 25.8% | 25.8% | 3.1%  | 45.8% | 10.7% | 21.8%           |
| Chimalhuacán            | Herlado Media Group    | 19 de mayo de 2021     | 32.4% | 6.3%  | 2%    | 2.3%  | 43.6% | 13.4% | —–              |
| Naucalpan de Juaréz     | Heraldo Media Group    | 26 de abril del 2021   | 34.5% | 34.5% | 34.5% | 4.8%  | 37.4% | 12.7% | 10.6            |
| Naucalpan de Juaréz     | Massive Caller         | 29 de abril del 2021   | 34.4% | 34.4% | 34.4% | 7.3%  | 27.1% | 10%   | 21.2%           |
| Naucalpan de Juaréz     | Campaigns & Elections  | 27 de abril del 2021   | 43%   | 43%   | 43%   | 2%    | 30%   | 2%    | 23%             |
| Naucalpan de Juaréz     | Massive Caller         | 7 de mayo del 2021     | 37.6% | 37.6% | 37.6% | 4.9%  | 26%   | 15.6% | 16%             |
| Naucalpan de Juaréz     | Heraldo Media Group    | 19 de mayo del 2021    | 41.1% | 41.1% | 41.1% | 7.3%  | 42.1% | 9.5%  | —–              |
| Naucalpan de Juaréz     | Massive Caller         | 23 de mayo del 2021    | 41.4% | 41.4% | 41.4% | 7%    | 27.2% | 12.1% | 12.3%           |
| Naucalpan de Juaréz     | Massive Caller         | 31 de mayo del 2021    | 42.9% | 42.9% | 42.9% | 4.9%  | 27.3% | 8%    | 16.9%           |
| Toluca                  | Heraldo Media Group    | 26 de abril del 2021   | 34.6% | 34.6% | 34.6% | 4.5%  | 39.3% | 11%   | 10.6%           |
| Toluca                  | Heraldo Media Group    | 19 de mayo del 2021    | 35.8% | 35.8% | 35.8% | 4.9%  | 43.3% | 16%   | —–              |
| Toluca                  | Massive Caller         | 23 de mayo del 2021    | 38.3% | 38.3% | 38.3% | 2.8%  | 29.8% | 14.1% | 15%             |
| Toluca                  | Massive Caller         | 31 de mayo del 2021    | 40.1% | 40.1% | 40.1% | 3.2%  | 28.8% | 13.2% | 14.7%           |
| Tlalnepantla de Baz     | Heraldo Media Group    | 26 de abril del 2021   | 27.2% | 27.2% | 27.2% | 3.4%  | 45.8% | 13.6% | 10.6%           |
| Tlalnepantla de Baz     | Massive Caller         | 7 de mayo del 2021     | 29.2% | 29.2% | 29.2% | 2.3%  | 38.6% | 11.7% | 18.2%           |
| Tlalnepantla de Baz     | Heraldo Media Group    | 19 de mayo del 2021    | 36.6% | 36.6% | 36.6% | 4.4%  | 47.2% | 11.8% | —–              |
| Tlalnepantla de Baz     | Massive Caller         | 23 de mayo del 2021    | 31.7% | 31.7% | 31.7% | 3.3%  | 42.4% | 6.7%  | 15.9%           |
| Tlalnepantla de Baz     | Massive Caller         | 31 de mayo del 2021    | 34.2% | 34.2% | 34.2% | 3.8%  | 41%   | 7.8%  | 13.2%           |
| Tultitlán               | Heraldo Media Group    | 26 de abril del 2021   | 26.2% | 26.2% | 26.2% | 4%    | 46.5% | 11.7% | 11.6%           |
| Tultitlán               | Heraldo Media Group    | 19 de mayo del 2021    | 8.9%  | 25.1% | 4.4%  | 4.4%  | 46%   | 11.2% | 8.7%            |
| Atizapán                | Massive Caller         | 12 de enero del 2021   | 28.1% | 28.1% | 28.1% | —–    | 27.5% | 16.9% | 27.5%           |
| Atizapán                | RUBRUM                 | 3 de marzo del 2021    | 38.3% | 38.3% | 38.3% | 2.2%  | 26.6% | 8.2%  | 24.7%           |
| Atizapán                | Opinión Pública        | 27 de abril del 2021   | 36.6% | 36.6% | 36.6% | 5.3%  | 34.7% | 11.4% | 12%             |
| Atizapán                | Massive Caller         | 7 de mayo del 2021     | 41.1% | 41.1% | 41.1% | 3.4%  | 30.6% | 8.1%  | 16.8%           |
| Atizapán                | El Heraldo Media Group | 19 de mayo del 2021    | 41-6% | 41-6% | 41-6% | 16.6% | 33.1% | 8.7%  | —–              |
| Atizapán                | Massive Caller         | 23 de mayo del 2021    | 47.2% | 47.2% | 47.2% | 2.8%  | 31.3% | 8.1%  | 10.6%           |
| Atizapán                | Massive Caller         | 31 de mayo del 2021    | 43.2% | 43.2% | 43.2% | 2.3%  | 31%   | 9.3%  | 14.2%           |
| Coacalco de Berriozábal | Heraldo Media Group    | 26 de enero del 2021   | 23.5% | 23.5% | 23.5% | 5.1%  | 41.8% | 15.8% | 13.8%           |
| Coacalco de Berriozábal | El Heraldo Media Group | 19 de mayo del 2021    | 31.4% | 31.4% | 31.4% | 9.5%  | 42.5% | 16.6% | —–              |
| Ixtapaluca              | Heraldo Media Group    | 26 de abril del 2021   | 35.4% | 35.4% | 35.4% | 2.9%  | 39.7% | 12.1% | 9.9%            |
| Ixtapaluca              | Heraldo Media Group    | 19 de mayo del 2021    | 7.1%  | 30.3% | 2.1%  | 2.1T% | 46.1% | 12.3% | —–              |
| Huixquilucan            | Heraldo Media Group    | 26 de abril del 2021   | 40.6% | 13.4% | 13.4% | 3.5%  | 22.6% | 11.1% | 8.8%            |
| Huixquilucan            | RUBRUM                 | 29 de abril del 2021   | 48.9% | 20.5% | 20.5% | —–    | 26.9% | 3.5%  | —–              |
| Huixquilucan            | Massive Caller         | 7 de mayo del 2021     | 50.8% | 13.9% | 13.9% | 3.6%  | 9.5%  | 6.3%  | 7.9%            |
| Huixquilucan            | Heraldo Media Group    | 19 de mayo del 2021    | 48.9% | 19.1% | 19.1% | 2.7%  | 18.2% | 14.6% | —–              |
| Huixquilucan            | Massive Caller         | 23 de mayo del 2021    | 53.5% | 17.1% | 17.1% | 3.5%  | 8.5%  | 8.1%  | 9.3%            |
| Huixquilucan            | Massive Caller         | 31 de mayo del 2021    | 52%   | 14.6% | 14.6% | 2%    | 13.1% | 7.7%  | 10.6%           |
| Texcoco                 | Heraldo Media Group    | 26 de abril del 2021   | 27.9% | 27.9% | 27.9% | 4%    | 34.2% | 18.2% | 13.5%           |
| Texcoco                 | Heraldo Media Group    | 19 de mayo del 2021    | 8%    | 15.8% | 2.4%  | 2.7%  | 43.4% | 28.1% | —–              |
| Metepec                 | Demoscopia Digital     | 7 de abril del 2021    | 32.8% | 32.8% | 32.8% | 3.2%  | 29.6% | 10.5% | 23.9%           |
| Metepec                 | Demoscopia Digital     | 16 de abril del 2021   | 32.9% | 32.9% | 32.9% | 4.9%  | 29.2% | 10.5% | 22.9%           |
| Metepec                 | Heraldo Media Group    | 26 de abril del 2021   | 43.7% | 43.7% | 43.7% | 4.6%  | 25.7% | 14.3% | 11.7%           |
| Metepec                 | Demoscopia Digital     | 28 de abril del 2021   | 32.1% | 32.1% | 32.1% | 4.3%  | 30.4% | 10.3% | 22.9%           |
| Metepec                 | Massive Caller         | 7 de mayo del 2021     | 46.8% | 46.8% | 46.8% | 2.7%  | 21.4% | 14.8% | 14.3%           |
| Metepec                 | Demoscopia Digital     | 7 de mayo del 2021     | 32.6% | 32.6% | 32.6% | 4.7%  | 30.1% | 10.7% | 21.9%           |
| Metepec                 | Heraldo Media Group    | 19 de mayo del 2021    | 53.4% | 53.4% | 53.4% | 6.4%  | 23.2% | 17%   | —–              |
| Metepec                 | Massive Caller         | 23 de mayo del 2021    | 46.3% | 46.3% | 46.3% | 4.3%  | 20.7% | 13.4% | 15.3%           |
| Metepec                 | Massive Caller         | 31 de mayo del 2021    | 47.2% | 47.2% | 47.2% | 5.4%  | 24.4% | 12%   | 11%             |
| Nicolás Romero          | Heraldo Media Group    | 26 de abril del 2021   | 18%   | 18%   | 18%   | 4.6%  | 46.9% | 16%   | 14.5%           |
| Nicolás Romero          | Heraldo Media Group    | 19 de mayo del 2021    | 12.8% | 26%   | 3%    | 3.1%  | 40.1% | 15%   | —–              |
| Tecámac                 | Heraldo Media Group    | 26 de abril del 2021   | 36.6% | 36.6% | 36.6% | 4.5%  | 38.5% | 10%   | 10.4%           |
| Tecámac                 | Heraldo Media Group    | 19 de mayo del 2021    | 14.2% | 20.3% | 2.5%  | 3.8%  | 48.7% | 10.5% | —–              |

## Controversias
El 7 de febrero de 2021, las diregencias del PAN, PRI y PRD impugnaron la alianza Juntos Hacemos Historia en el Estado de México, argumentando una sobre-representación 
Argumentaron que en este caso, Morena encabeza en 26 distritos y 70 ayuntamientos, el PT en 4 diputaciones locales y en 16 presidencias municipales, y Nueva Alianza en 5 y 7, respectivamente, lo que numéricamente hace que Morena tenga una representación mucho mayor a comparación de sus homólogos. En el caso del convenio de candidatura común se trata de 25 ayuntamientos en los que Morena tiene nueve y el resto está dividido en partes iguales entre los otros dos integrantes. En los distritos electorales la alianza registró 9, divididas en partes iguales, es decir, tres para cada partido. En entrevista, el secretario general del PRD, Javier Rivera Escalona, comentó que los convenios contemplan diversas irregularidades, entre las que sobresalen la omisión de los tiempos en medios de comunicación que cada uno tendrá en relación con el acuerdo y la participación de Nueva Alianza Estado de México, ya que se trata de un partido político de nueva creación que tendría que ir solo en su primera elección local.
El dirigente del PRD advirtió que el caso no fuera atendido de manera urgente podrían solicitar la injerencia de la sala superior del Tribunal Electoral del Poder Judicial de la Federación (TEPJF)

## Resultados

### Congreso del Estado de México
|  | 30.14 % |

|  | 26.62 % |

|  | 13.21 % |

|  | 5.30 % |

|  | 5.27 % |

|  | 3.75 % |

|  | 3.58 % |

|  | 3.41 % |

|  | 2.40 % |

|  | 2.01 % |

|  | 1.52 % |

|  | 2.66 % |

|  | 0.11 % |

|  | 100 % |

### Ayuntamientos

Distribución de los ayuntamientos por partido político.

|  | 31.66 % |

|  | 25.66 % |

|  | 13.39 % |

|  | 3.81 % |

|  | 5.8 % |

|  | 6.38 % |

|  | 2.08 % |

|  | 2.07 % |

|  | 2.63 % |

|  | 1.72 % |

|  | 1.46 % |

|  | 0.53 % |

|  | 0.26 % |

|  | 2.49 % |

### Ecatepec de Morelos
|  | 47.62 % |

|  | 28.60 % |

|  | 7.45 % |

|  | 4.37 % |

|  | 2.59 % |

|  | 2.54 % |

|  | 1.61 % |

|  | 1.25 % |

|  | 0.92 % |

|  | 2.84 % |

|  | 0.19 % |

|  | 100 % |

### Nezahualcóyotl
|  | 38.92 % |

|  | 32.74 % |

|  | 21.98 % |

|  | 1.36 % |

|  | 1.14 % |

|  | 0.93 % |

|  | 0.46 % |

|  | 2.39 % |

|  | 0.08 % |

|  | 100 % |

### Toluca
|  | 45.32 % |

|  | 40.14 % |

|  | 3.55 % |

|  | 2.57 % |

|  | 2.41 % |

|  | 1.86 % |

|  | 1.64 % |

|  | 2.39 % |

|  | 0.10 % |

|  | 100 % |

### Naucalpan de Juárez
|  | 50.75 % |

|  | 33.68 % |

|  | 5.59 % |

|  | 2.36 % |

|  | 2.06 % |

|  | 1.79 % |

|  | 1.11 % |

|  | 2.53 % |

|  | 0.09 % |

|  | 100 % |

### Chimalhuacán
|  | 48.75 % |

|  | 40.40 % |

|  | 2.00 % |

|  | 1.41 % |

|  | 1.37 % |

|  | 1.15 % |

|  | 0.92 % |

|  | 0.91 % |

|  | 0.50 % |

|  | 2.42 % |

|  | 0.15 % |

|  | 100 % |

### Tlalnepantla de Baz
|  | 50.30 % |

|  | 39.00 % |

|  | 2.77 % |

|  | 2.29 % |

|  | 1.48 % |

|  | 0.97 % |

|  | 0.69 % |

|  | 2.42 % |

|  | 0.08 % |

|  | 100 % |

### Cuautitlán Izcalli
|  | 46.73 % |

|  | 36.99 % |

|  | 5.25 % |

|  | 4.50 % |

|  | 1.68 % |

|  | 1.36 % |

|  | 1.17 % |

|  | 2.21 % |

|  | 0.10 % |

|  | 100 % |

### Tecámac
|  | 41.13 % |

|  | 28.12 % |

|  | 19.19 % |

|  | 3.89 % |

|  | 2.16 % |

|  | 1.12 % |

|  | 1.05 % |

|  | 0.73 % |

|  | 0.41 % |

|  | 2.13 % |

|  | 0.07 % |

|  | 100 % |

### Ixtapaluca
|  | 43.72 % |

|  | 37.15 % |

|  | 4.34 % |

|  | 3.88 % |

|  | 2.91 % |

|  | 2.18 % |

|  | 1.39 % |

|  | 0.93 % |

|  | 0.72 % |

|  | 2.69 % |

|  | 0.09 % |

|  | 100 % |

### Atizapán de Zaragoza
|  | 54.18 % |

|  | 33.82 % |

|  | 3.43 % |

|  | 2.64 % |

|  | 1.76 % |

|  | 1.21 % |

|  | 0.76 % |

|  | 2.08 % |

|  | 0.11 % |

|  | 100 % |

### Tultitlán
|  | 44.28 % |

|  | 26.92 % |

|  | 10.97 % |

|  | 5.07 % |

|  | 4.39 % |

|  | 1.97 % |

|  | 1.63 % |

|  | 1.36 % |

|  | 0.72 % |

|  | 2.54 % |

|  | 0.09 % |

|  | 100 % |

### Nicolás Romero
|  | 38.06 % |

|  | 29.83 % |

|  | 15.78 % |

|  | 3.60 % |

|  | 2.93 % |

|  | 2.43 % |

|  | 1.91 % |

|  | 1.77 % |

|  | 1.12 % |

|  | 2.49 % |

|  | 0.09 % |

|  | 100 % |

### Coacalco de Berriozábal
|  | 37.33 % |

|  | 36.76 % |

|  | 8.14 % |

|  | 5.41 % |

|  | 4.82 % |

|  | 3.05 % |

|  | 2.06 % |

|  | 2.26 % |

|  | 0.17 % |

|  | 100 % |

### Huixquilucan
|  | 52.88 % |

|  | 20.86 % |

|  | 18.45 % |

|  | 1.65 % |

|  | 1.25 % |

|  | 1.10 % |

|  | 0.93 % |

|  | 0.49 % |

|  | 0.48 % |

|  | 1.85 % |

|  | 0.05 % |

|  | 100 % |

### Texcoco
|  | 41.01 % |

|  | 26.5 % |

|  | 18.03 % |

|  | 4.88 % |

|  | 2.23 % |

|  | 1.41 % |

|  | 1.64 % |

|  | 1.17 % |

|  | 0.49 % |

|  | 2.46 % |

|  | 0.14 % |

|  | 100 % |

### Metepec
|  | 56.98 % |

|  | 24.59 % |

|  | 5.67 % |

|  | 2.95 % |

|  | 2.71 % |

|  | 2.73 % |

|  | 1.41 % |

|  | 1.31 % |

|  | 2.07 % |

|  | 0.16 % |

|  | 100 % |

### Cuautitlán
|  | 35.99 % |

|  | 30.63 % |

|  | 13.64 % |

|  | 6.28 % |

|  | 4.91 % |

|  | 2.53 % |

|  | 1.94 % |

|  | 0.91 % |

|  | 0.90 % |

|  | 100 % |

|  | 2.13 % |

|  | 0.08 % |

### Tultepec
|  | 48.32 % |

|  | 36.31 % |

|  | 5.97 % |

|  | 2.07 % |

|  | 1.81 % |

|  | 1.67 % |

|  | 1.38 % |

|  | 2.37 % |

|  | 0.05 % |

|  | 100 % |

### Valle de Bravo
|  | 40.46 % |

|  | 39.45 % |

|  | 8.76 % |

|  | 3.95 % |

|  | 2.78 % |

|  | 1.41 % |

|  | 1.16 % |

|  | 1.92 % |

|  | 0.06 % |

|  | 100 % |